# Уэйбл, Уолтер Лео
Уолтер Лео Уэйбл (англ. Walter Leo Weible) (2 июня, 1896 — 19 февраля 1980) — генерал-лейтенант армии США.

## Биография
Родился 2 июня, 1896 в г. Уотербери, штат Коннектикут. В 1917 окончил институт Пратта со степенью в области техники.
17 декабря 1917 Уэйбл рядовым вступил в корпус береговой артиллерии армии. Служил на Лонг-Айленде, 25 июня 1918 был произведён во вторые лейтенанты береговой артиллерии.
В 1920-х и 1930-х служил в США. В 1927 окончил школу береговой артиллерии. В 1928 окончил расширенные курсы военных инженеров. В 1928 окончил курсы офицеров химической войны, после чего получил назначение в форт Уинфилд-Скотт, где служил до 1930. В 1930 был переведён на Гавайи. В 1931 был отправлен в форт МакАртур где пребывал до 1933. Поступил и в 1935 окончил командно-штабной колледж. В 1938 закончил военный колледж армии, в 1939 г. — индустриальный колледж вооружённых сил.
В 1942-43 Уэйбл занимал пост заместителя директора по военной подготовке вспомогательной службы армии (Army Service Forces). В 1943 он был назначен на пост директора и был произведён в звание генерал-майора. На этом посту он прослужил до 1945. Во время оккупации Японии он служил командиром штабной и служебной группы, логистического административного подразделения Дальневосточного командования.
В 1950 он был назначен главой японского логистического командования, находившегося в Иокогаме. Командование было ответственно за отправку боевых частей в Корею, предварительно заказывая материалы снабжения и экипировку в США и поддерживая склады в Японии для быстрой доставки на театр военных действий.
В 1953 Уэйбл был назначен заместителем командующего 5-й армией США и был произведён в генерал-лейтенанты. Позднее его назначили на пост заместителя начальника штаба армии по операциям и администрации.
В 1956 в связи с реорганизацией постов и ответственности штаба армии Уэйбл был назначен заместителем начальника штаба по кадрам, где и оставался до своей отставки в 1957 году.
В ходе сенатских слушаний 1954 и 1955 по поводу взаимных обвинений сенатора Маккарти и армии, сенатор Маккарти протестовал против решения армейского командования о производстве стоматолога Ирвина Переса в майоры на основании того, что он представлял угрозу для безопасности. Впоследствии Перес получил почётное звание, несмотря на вызов от Маккарти на военный суд. Позднее генерал Уэйбл был допрошен, поскольку был ответственен за одобрение назначения почётного звания Переса, заявив, что запрос Маккарти — не достаточная причина, чтобы отказываться от этого. Уэйбл также показал, что возможно принял бы другое решение, если бы ему стала известна информация о Пересе позднее представленная сенатором Маккарти.
Генерал Уэйбл был награждён несколькими медалями «За выдающиеся заслуги», среди них две за вторую мировую войну, орденом «Легион почёта» и медалью «Бронзовая звезда».
После отставки Уэйбл занял пост исполнительно вице-президента некоммерческой организации «Ассоциация армии США» а в середине 1950 з занимал пост президента этой организации, которая. до сих пор эта организация продолжает оставаться неофициальной.
В 1955 Уэйбл получил степень почётного доктора права университета Пратта.
В отставке генерал проживал в округе Монтгомери, штат Мериленд. 9 февраля 1980 он умер в г. Роквилл (Мериленд) и был похоронен на Арлингтонском национальном кладбище (11-я секция, лот № 233-1). Бумаги Уэйбла всё ещё находятся на сохранении института военной истории армии США.